# Episodi di Saiyuki Reload Gunlock
Di seguito vengono elencati gli episodi della serie di animazione giapponese Saiyuki Reload Gunlock, sequel di Saiyuki Reload, tratta dalla continuazione del fumetto di Kazuya Minekura Saiyuki Reload. Gli episodi sono stati trasmessi in Giappone su Tv Tokyo dal 1º aprile 2004 al 23 settembre 2004. Questa serie non è mai stata adattata e distribuita in Italia.

## Lista episodi
| Nº | Titolo italiano Giapponese 「Kanji」 - Rōmaji                                                                           | In onda           | In onda |
| Nº | Titolo italiano Giapponese 「Kanji」 - Rōmaji                                                                           | Giapponese        |         |
| 1  | Il tempio dove vive il male - nest 「魔物が棲む寺 〜nest〜」 - Mamono Ga Sumu Tera ~nest~                               | 1º aprile 2004    |         |
| 2  | L'incubo scatenato - rabbits 「放たれた悪夢 〜rabbits〜」 - Hanatareta Akumu ~rabbits~                                  | 8 aprile 2004     |         |
| 3  | Rapide - against the stream 「激流 〜against the stream〜」 - Gekiryuu ~against the stream~                             | 15 aprile 2004    |         |
| 4  | Incontro - fake 「遭遇 〜fake〜」 - Souguu ~fake~                                                                       | 22 aprile 2004    |         |
| 5  | Conflitto - the opponent 「闘争 〜the opponent〜」 - Tousou ~the opponent~                                              | 29 aprile 2004    |         |
| 6  | Risveglio - back 「覚醒 〜back〜」 - Kakusei ~back~                                                                     | 6 maggio 2004     |         |
| 7  | Il gioco dei dadi maledetto - inevitable game 「呪いの双六 〜inevitable game〜」 - Noroi No Sugoroku ~inevitable game~  | 13 maggio 2004    |         |
| 8  | La donna dai capelli rossi - stupid woman 「紅い髪の女 〜stupid woman〜」 - Akai Kami No Onna ~stupid woman~            | 20 maggio 2004    |         |
| 9  | Confronto - muzzle 「対決 〜muzzle〜」 - Taiketsu ~muzzle~                                                              | 27 maggio 2004    |         |
| 10 | Sogno seppellito - snow drop 「埋もれた夢 〜Snow drop〜」 - Uzumoreta Yume ~snow drop~                                  | 3 giugno 2004     |         |
| 11 | Hakkai è fuggito!? - reflection 「八戒の家出!? 〜reflection〜」 - Hakkai No Iede!? ~reflection~                         | 10 giugno 2004    |         |
| 12 | La casa delle marionette - two faces 「からくりの館 〜two faces〜」 - Karakuri No Yakata ~two faces~                    | 17 giugno 2004    |         |
| 13 | L'uomo che viene da Ovest - open your eyes 「西から来た男 〜open your eyes〜」 - Nishi Kara Kita Otoko ~open your eyes~ | 24 giugno 2004    |         |
| 14 | Dove si trova il miracolo - pilgrim 「奇跡の行方 〜pilgrim〜」 - Kiseki No Yukue ~pilgrim~                              | 1º luglio 2004    |         |
| 15 | Ai limiti del lutto - death wish 「追悼の果てに 〜death wish〜」 - Tsuitou No Hate Ni ~death wish~                      | 8 luglio 2004     |         |
| 16 | Rinascita - sympathy 「再生 〜sympathy〜」 - Saisei ~sympathy~                                                          | 15 luglio 2004    |         |
| 17 | Assalto - intruder 「襲撃 〜intruder〜」 - Shuugeki ~intruder~                                                          | 22 luglio 2004    |         |
| 18 | Dubbio - hesitation 「疑念 〜hesitation〜」 - Ginen ~hesitation~                                                        | 29 luglio 2004    |         |
| 19 | Reminiscenze - deprivation 「追憶 〜deprivation〜」 - Tsuioku ~deprivation~                                             | 5 luglio 2004     |         |
| 20 | Spaccatura - misunderstanding 「亀裂 〜misunderstanding〜」 - Kiretsu ~misunderstanding~                                | 12 agosto 2004    |         |
| 21 | L'uomo rianimato - desperado 「蘇りし男 〜desperado〜」 - Yomigaerishi Otoko ~desperado~                                | 19 agosto 2004    |         |
| 22 | Strategia - checkmate 「策略 〜checkmate〜」 - Sakuryaku ~checkmate~                                                    | 26 agosto 2004    |         |
| 23 | Punto di svolta - battle royal 「突破口 〜battle royal〜」 - Toppakou ~battle royal~                                    | 2 settembre 2004  |         |
| 24 | Battaglia mortale - sunny day 「死闘 〜sunny day〜」 - Shitou ~sunny day~                                               | 9 settembre 2004  |         |
| 25 | Ciò che andrebbe protetto - truth 「守るべきもの 〜truth〜」 - Mamorubeki Mono ~truth~                                  | 16 settembre 2004 |         |
| 26 | Lamento - close your eyes 「慟哭 〜close your eyes〜」 - Doukoku ~close your eyes~                                      | 23 settembre 2004 |         |